# Parafia św. Jana Chrzciciela w Jonkowie

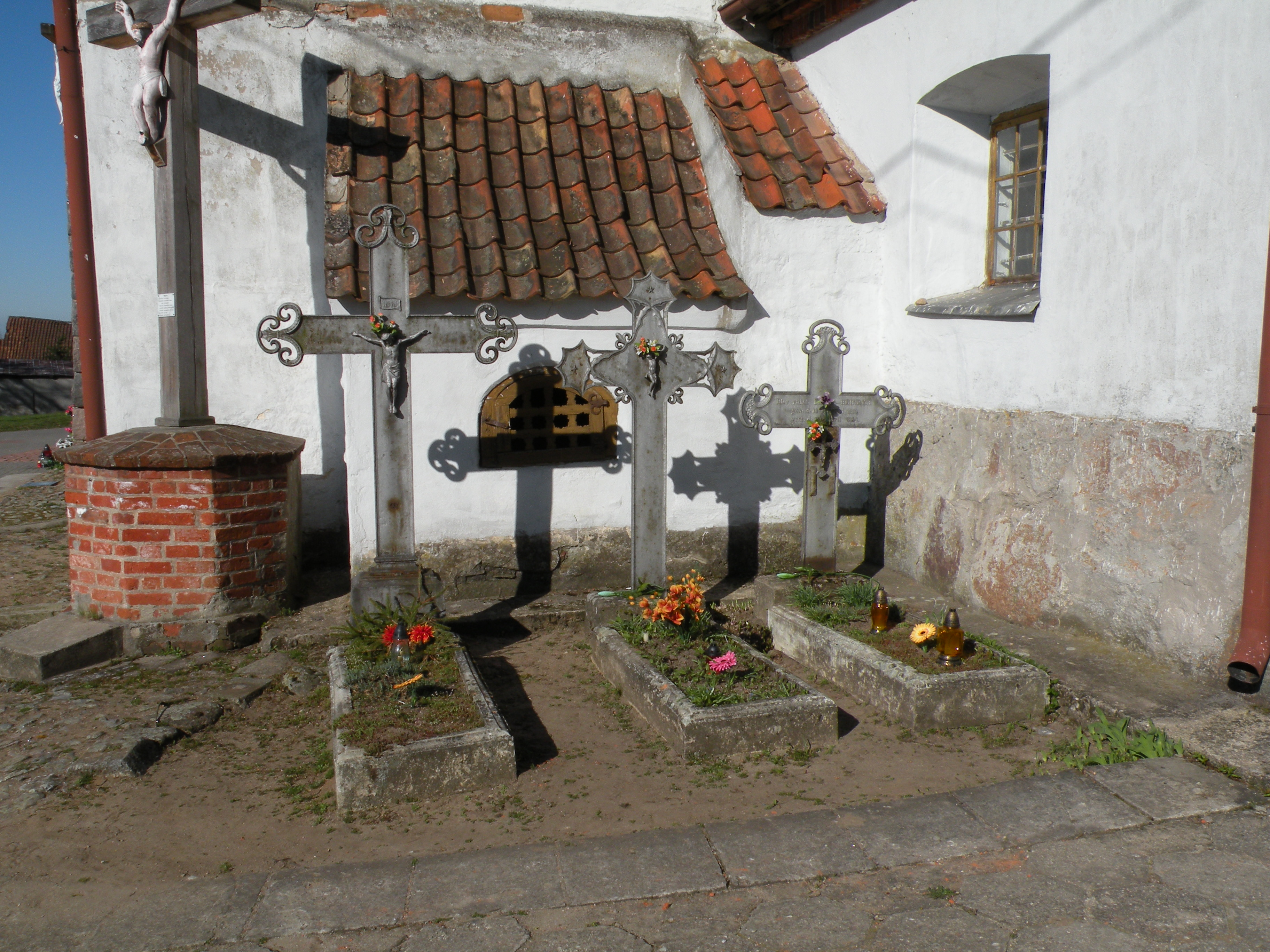
Mogiły przy kościele

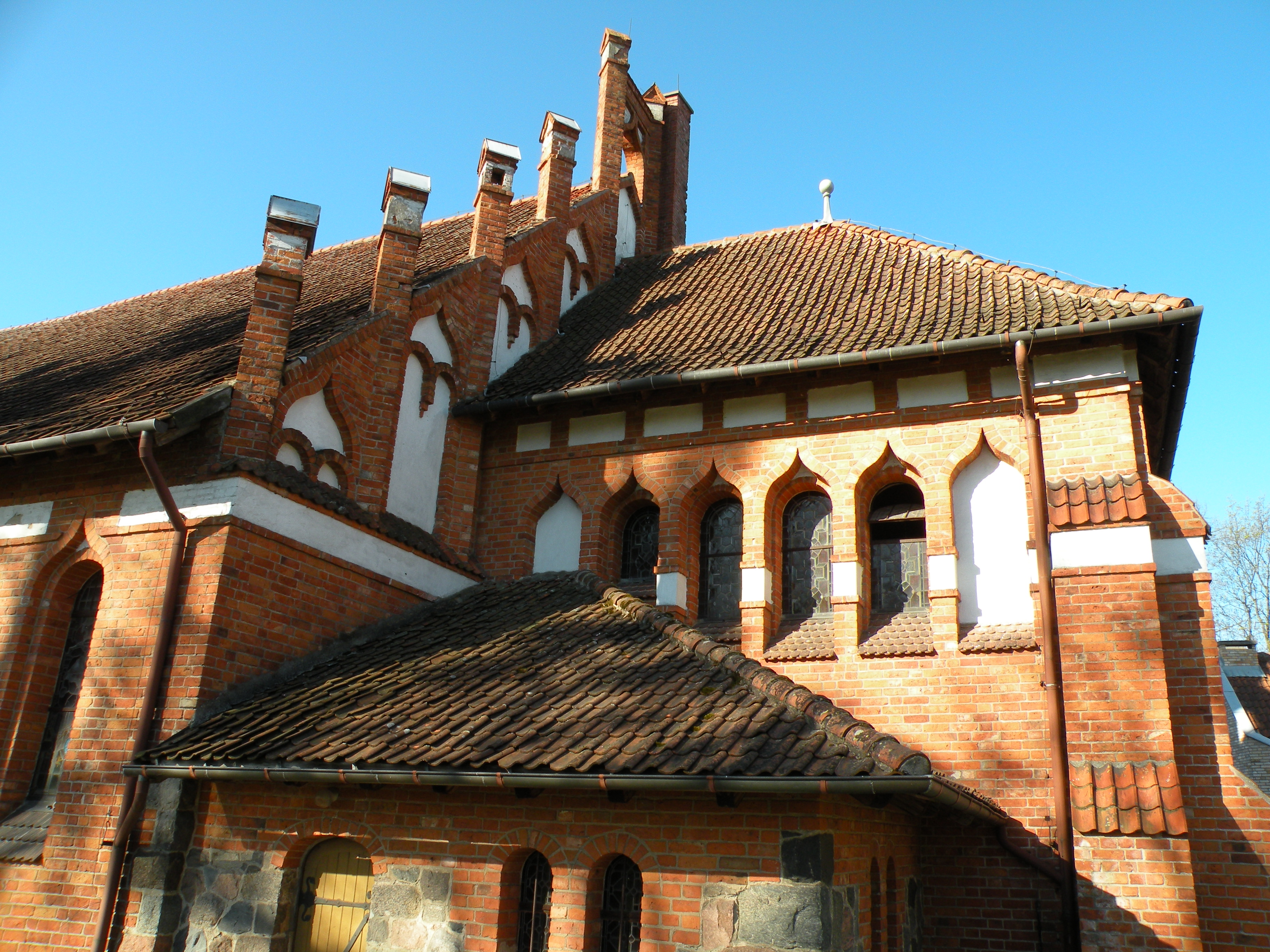
Kościół św. Jana Chrzciciela w Jonkowie

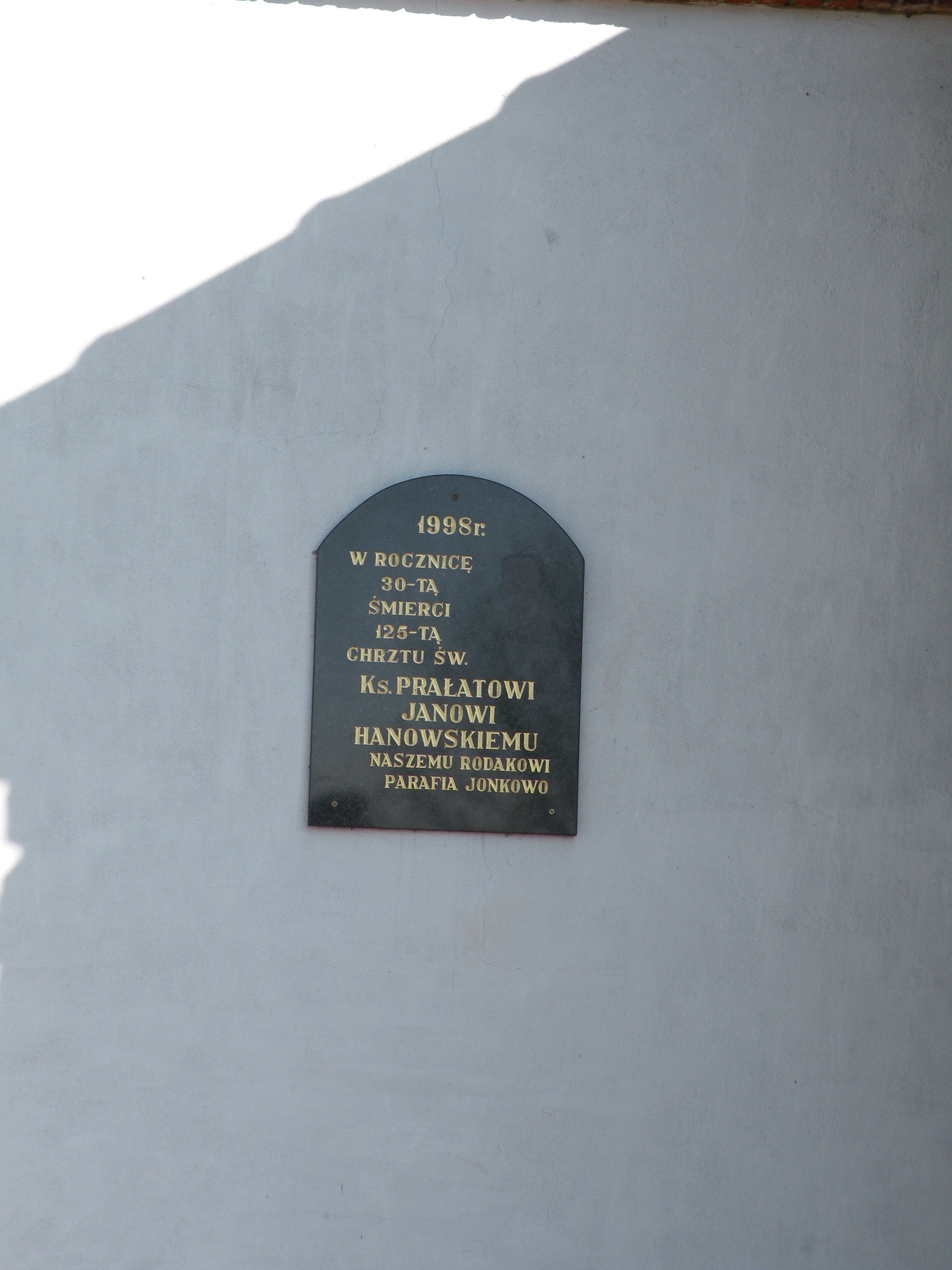
Tablica pamiątkowa w zewnętrznych murach kościoła, pamięci ks. Jana Hanowskiego

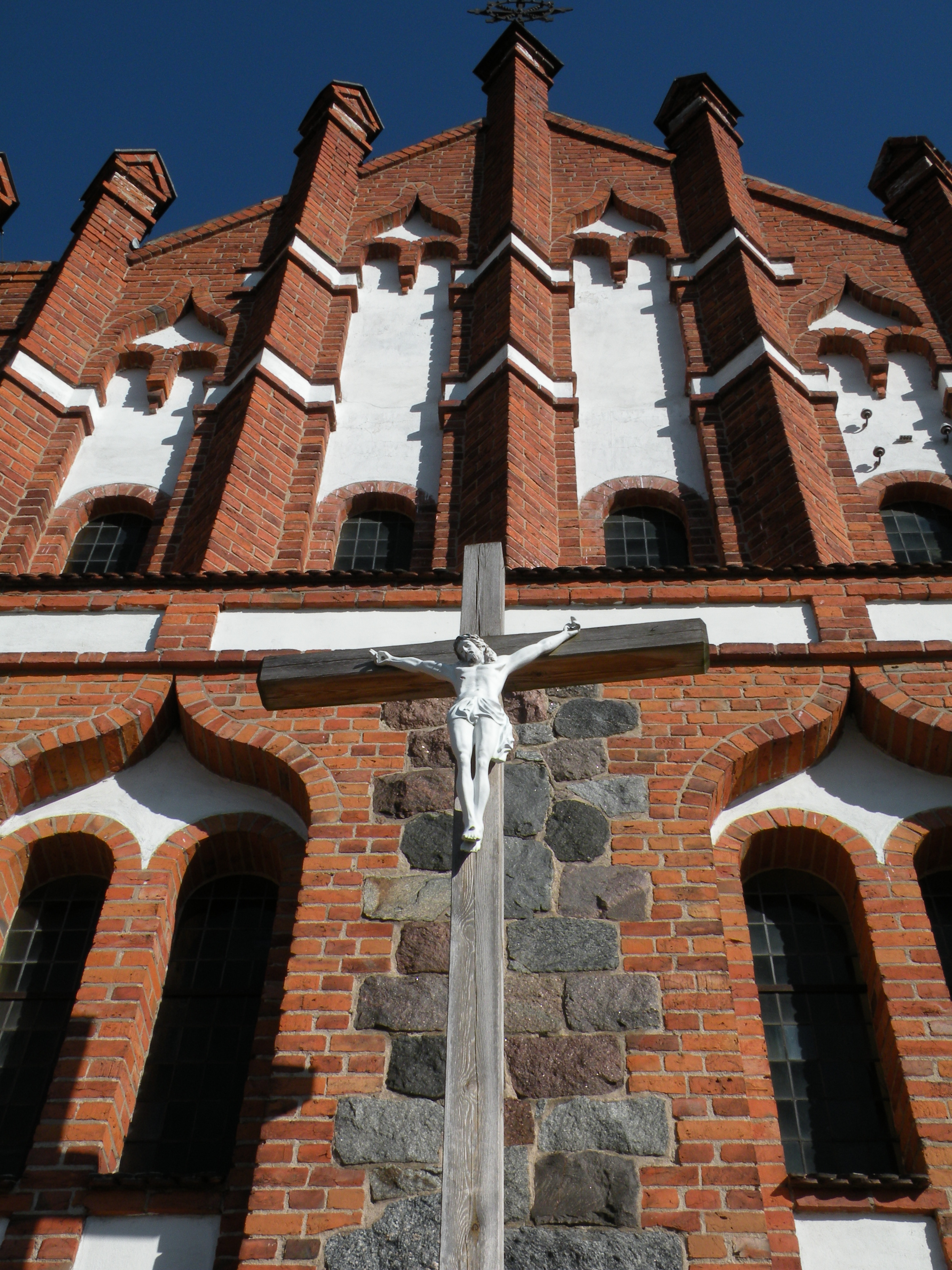
Kościół św. Jana Chrzciciela w Jonkowie

Parafia Świętego Jana Chrzciciela w Jonkowie – rzymskokatolicka parafia w Jonkowie, należąca do archidiecezji warmińskiej i dekanatu Olsztyn III – Gutkowo.
Na terenie parafii znajdują się kaplice w Mątkach (św. Walentego, z 1992 r.) oraz Łomach (MB Fatimskiej, w byłym klubie rolnika, powstała w 1992 r.). Parafia obejmuje wsie: Jonkowo, Mątki, Łomy, Polejki i Węgajty.

## Historia
Została utworzona w XIV wieku. W tym czasie wybudowano kościół. Parafia w Jonkowie pojawiła się w wykazie parafii warmińskich pod koniec XV w., a na początku XVI w. została zapisana do archiprezbiteriatu dobromiejskiego. Kościół konsekrowany był 18 września 1580 r. przez biskupa Marcina Kromera ku czci św. Jana Chrzciciela. W 1714 r. kościół został rozbudowany od strony północnej i południowej. 14 czerwca 1715 r. kościół był ponownie konsekrowany przez sufragana warmińskiego Jana Franciszka Kurdwanowskiego, ku czci św. Jana Chrzciciela i św. Rocha. W 1726 r. parafię wizytował biskup warmiński Krzysztof Andrzej Jan Szembek. Wizytator opisał świątynię jako trójnawowy kościół z 23 oknami dobrze okratowanymi, z trzema wejściami, ścianami czystymi i bielonymi, z nowa rzeźbiona amboną, porządnymi ławkami, trzema ołtarzami, chór miał nowy pozytyw. Jedynie stara dzwonnica wymagała naprawy, plebania była w dobrym stanie ale budynki gospodarcze były zrujnowane. Jak zaznaczył wizytator, do spowiedzi wielkanocnej przystąpiło 508 osób.
Po kolejnej przebudowie (w latach 1785-1789) kościół był ponownie konsekrowany (pod wezwaniem dwóch dotychczasowych patronów parafii) przez biskupa Ignacego Krasickiego 28 października 1789 r. Ostatnia rozbudowa kościoła nastąpiła w latach 1911–1914 r., według projektu Fritza Heittmana z Królewca. Odnowioną i przebudowaną świątynię konsekrował biskup warmiński Augustyn Bludau 24 czerwca 1912 r. Polichromię z motywem szarobłękitnej wici roślinnej (według projektu proboszcza ks. Juliana Pniewskiego), znajdującą się w prezbiterium, wykonał w latach 1914–1917 rosyjski jeniec wojenny.
W XIX w. nastąpił rozkwit życia religijnego na terenie parafii. Działały w tym czasie: Bractwo Trzeźwości, Bractwo św. Rocha i Apostolat Modlitwy.
W 1971 r. parafia uzyskała prawo własności do cmentarza parafialnego i przykościelnego ogrodu oraz do 2,64 ha ziemi.
W 1983 r. rozpoczęto budowę domu katechetycznego, wiele prac wykonano społecznie, w 1990 r. oddano do użytku. Obecnie w domu katechetycznym funkcjonuje prywatne przedszkole OSKAR.  W 1995 r. odnowiono hełm więzy kościelnej (pokryto blacha miedzianą. W 1998 r., z okazji 125. urodzin i 30. rocznicy śmierci ks. Jana Hanowskiego, wmurowano tablicę pamiątkowa w zewnętrznej ścianie kościoła, ufundowaną przez parafian. W 2001 r. kościół wyposażony został w nowoczesne oświetlenie zewnętrzne.

## Kościół św. Jana Chrzciciela
W wyniku licznych zmiana w trakcie kolejnych remontów dawny, jednolity charakter świątyni został zatarty. Widoczne są elementy późnogotyckie, renesansowe, barokowe i neogotyckie. Pierwotnie była to budowla późnogotycka, trójnawowa, bazylikowa. Zachowała się elewacja wschodnia z przyległą zakrystią oraz część południowa.
Pierwszy, drewniany kościół wzniesiony został prawdopodobnie w latach 1350-1375. W tym czasie powstała drewniana dzwonnica (wschodnia część kościoła) rozebrana na początku XVIII w.
Od strony zachodniej widoczna jest późnobarokowa wieża, a od strony północnej - trójnawowy korpus. Fragmenty elewacji południowej mają charakter neogotycki. Wieża jest murowana z cegły, dwukondygnacyjna, o nieregularnym blokowym wiązaniu, kwadratowa, z zaokrąglonymi narożami. Hełm na wieży gontowy, baniasty z ośmioboczną, smukłą latarnią. Nad szczytem wschodnim znajduje się wieżyczka na sygnaturkę, z hełmem barokowym, zwieńczonym chorągiewką z datą 1787 r.
Wyposażenie wnętrza świątyni jest barokowe i klasycystyczne z XVIII i XIX wieku. Stropy bogato malowane (polichromia wiciowa z XVIII w.).

## Proboszczowie i kapłani
(dane niepełne)
- Jan Lichtenstein - proboszcz (1587-? )
- Jerzy Sosnowski - koadiutor (1621-? )
- Krzysztof Kirstein I - proboszcz (1628-1648)
- Jan de Altis - wikariusz (1643)
- Krzysztof Kirstein II - proboszcz (1648-1666)
- Jerzy Roganski - proboszcz (1666-1669)
- Marcin Zembrzuski - proboszcz (1669-1672)
- Andrzej Jan Fuhrmann - proboszcz (1672-1680)
- Marcin Austen - proboszcz (1680-1681)
- Eustachy Walenty Sigismundi - proboszcz (1681-1694)
- Andrzej Pawłowski - proboszcz (1695-1713)
- Jan Franciszek Trzaskowski - komendariusz (1695 r.)
- Piotr Józef Sehler - komendariusz (1713)
- Andrzej Piotr Fieberg - proboszcz (1713-1752)
- Jerzy Giławski - wikariusz (1720 i 1734)
- Antoni Franciszek Grodzki - wikariusz (1728-1733)
- Franciszek Tadeusz Weiss - wikariusz (1732-1734)
- Piotr Skorupowski - wikariusz (1713-?)
- Jan Kraus - wikariusz (1742-1749)
- Franciszek Hanowski - wikariusz (1749-1753)
- Franciszek Stefan Kurowski - proboszcz (1752-1765)
- Michał Marcelli - proboszcz (1765-1768)
- Mateusz Kowalski - proboszcz (1768-1776)
- Franciszek Biernatowski - wikariusz (1768-1780)
- Florian Bahr - proboszcz (1776-1792)
- Mikołaj Paszkowski - komendariusz (1776)
- Joachim Popowski - komendariusz (1792)
- Piotr Petrikowski - proboszcz (1792–1804)
- Andrzej Braun - wikariusz (1801–1808)
- Jerzy (Józef?) Lilienthal - proboszcz (1804–1807)
- Walenty Bergmann - proboszcz (1807–1834)
- Franciszek Kwaśniewski - proboszcz (1834–1850)
- Walenty Tolsdorf - komendariusz (1850)
- Franciszek Heinrich - proboszcz (1850–1854)
- Jan Fink - wikariusz (1864–1866)
- Piotr Paweł Pruss - komendariusz (1865)
- Hermann August Macherzynski - wikariusz (1868–1869)
- Juliusz Marquardt - wikariusz (1871)
- Francisze Romahn - komendariusz (1854)
- Józef Skowroński - - proboszcz (1854–1878)
- w latach 1878–1883 – vacat
- Jan Robert Kuhnigk - kuratus i proboszcz (1883–1900)
- Alojzy Koslowski - proboszcz (1900–1929)
- Brunon Wysocki - wikariusz (1904–1905)
- Józef Piecocha - wikariusz (1906)
- Jan Zink - wikariusz (1911)
- Feliks Kowalski - wikariusz (1911–1913)
- Adolf Otton Paweł Pulina - komendariusz i wikariusz (1913–1917)
- Albin Wenskowski - wikariusz (1917–1918)
- Engelbert Rahmel - wikariusz (1918–1920)
- Joachim Ziemetzki - wikariusz (1920–1926)
- Brunon Angrik - wikariusz (1920–1929)
- Artur Linka - proboszcz (1929–1945)
- Alfred Preuss - wikariusz (1938)
- Eryk Erwin Puck - wikariusz (1939–1941)
- Józef Surmacz - proboszcz (1945–1947)
- Bruno Dehler - proboszcz (1947–1958)
- Alojzy Golubski - proboszcz (1958–1960)
- Juliusz Władysław Pniewski - proboszcz (1960–1978)
- Edmund Stanisław Załęski - proboszcz (1978–2010)
- Krzysztof Chrostek - proboszcz (od 2010)